# Campeonato da CONCACAF Sub-20
O Campeonato da CONCACAF Sub-20 é o principal torneio internacional de futebol para jogadores com idade até 20 anos. É organizado pela Confederação de Futebol da América do Norte, Central e Caribe (CONCACAF)
O torneio é jogado a cada 2 anos e promove quatro seleção para a disputa do Campeonato Mundial de Futebol Sub-20.

## Títulos por país
| Time                 | Campeão                                                                                 | Vice-Campeão                                 |
| -------------------- | --------------------------------------------------------------------------------------- | -------------------------------------------- |
| México               | 14 (1962, 1970, 1973, 1974, 1976, 1978, 1980, 1984, 1990, 1992, 2011, 2013, 2015, 2024) | 3 (1988, 1996, 2018)                         |
| Estados Unidos       | 3 (2017, 2018, 2022)                                                                    | 7 (1980, 1982, 1986, 1992, 2009, 2013, 2024) |
| Honduras             | 2 (1982, 1994)                                                                          | 3 (1964, 1976, 2017)                         |
| Canadá               | 2 (1986, 1996)                                                                          | 2 (1978, 1984)                               |
| Costa Rica           | 2 (1988, 2009)                                                                          | 2 (1994, 2011)                               |
| El Salvador          | 1 (1964)                                                                                |                                              |
| Guatemala            |                                                                                         | 2 (1962, 1973)                               |
| Cuba                 |                                                                                         | 2 (1970, 1974)                               |
| Panamá               |                                                                                         | 1 (2015)                                     |
| Trinidad e Tobago    |                                                                                         | 1 (1990)                                     |
| República Dominicana |                                                                                         | 1 (2022)                                     |